# Олехув-Старий
Олехув-Старий (пол. Olechów Stary) — село в Польщі, у гміні Сенно Ліпського повіту Мазовецького воєводства.
Населення — 118 осіб (2011).
У 1975-1998 роках село належало до Радомського воєводства.

## Демографія
Демографічна структура станом на 31 березня 2011 року:
|          | Загалом | Допрацездатний вік | Працездатний вік | Постпрацездатний вік |
| -------- | ------- | ------------------ | ---------------- | -------------------- |
| Чоловіки | 63      | 14                 | 39               | 10                   |
| Жінки    | 55      | 8                  | 33               | 14                   |
| Разом    | 118     | 22                 | 72               | 24                   |